# Õhtuleht
Õhtuleht (estniska för "Kvällsbladet") är Estlands största kvällstidning, utgiven i Tallinn. Tidningen betecknar sig som partipolitiskt oberoende, med en liberalkonservativ politisk linje på ledarplats. Den distribueras i hela Estland med sexdagarsutgivning, måndag till lördag, och den tryckta upplagan uppgick i februari 2019 till 43 100 exemplar.
Tidningen grundades ursprungligen 1944 i Estniska SSR. Det nuvarande företaget bildades genom sammanslagning av kvällstidningarna Sõnumileht och Õhtuleht 2000, och gavs under en period ut under det gemensamma namnet SL Õhtuleht. Nuvarande ägare är AS Eesti Ekspress-gruppen, ledd av medieentreprenören Hans H. Luik, samt Eesti Meedia, en del av den norska Schibstedkoncernen, som även ger ut dagstidningen Postimees.